# Crystal Lake (Iowa)
Crystal Lake – miasto w Stanach Zjednoczonych, w stanie Iowa, w hrabstwie Hancock. 

## Demografia
Zgodnie ze spisem statystycznym z 2000, miasto liczyło 285 mieszkańców. W 2023 liczba mieszkańców spadła do 244 osób, a gęstość zaludnienia poniżej 349 osób/km².